# Засільський цукровий завод
Засільський цукровий завод — підприємство цукрової промисловості розташоване в селищі Заводське Миколаївської області. Потужність заводу 6000 тон цукрового буряку на добу.

## Історія
З 1961 року, велися будівельні і монтажні роботи заводу за проєктами британської компанії Віккерс-Буккер та Миколаївського СУ-17. Загальна площа відводу землі під будівництво — склала 485 га. Цукровий завод був зблокований в двох корпусах з усіма виробничими та складськими приміщеннями. Обидва корпуси пов'язані між собою галереєю.
20 грудня 1963 року був введений в експлуатацію ІІ-й Миколаївський цукровий завод, який з часом був перейменований у Засільський цукровий завод. Спочатку завод займався, виключно, переробкою буряка та виробництвом бурякового цукру. Його виробнича потужність складала 5 тисяч тонн буряку за добу.
З 1985 року, паралельно, було запущено виробництво тростинного цукру з цукру-сирцю. У сезонні роботи, чисельність персоналу на заводі досягала 1200 осіб.

### Після відновлення незалежності
Грудень 1993 року — Засільський цукровий завод був реорганізований у ВАТ «Таврія-Цукор».
Березень 1999 року — на базі заводу організовано підприємство ТОВ «Шелтон-Миколаїв», яке в подальшому створило дочірню фірму ДП «Шелтон-Агро». ДП «Шелтон-Агро» займалося тваринництвом, вирощуванням буряка (для заводу), зерна та інших с/г культур.
Липень 2004 року — на базі ТОВ «Шелтон-Миколаїв» організована компанія ТОВ «Сімекс».
У 2006 році компанія «Юкрейніан Шугар Компані» — дочірня ED & F Man Sugar, з'явилася на українському ринку.
6 червня 2007 року — ЮШК придбала у компанії ТОВ «Сімекс» 75 % акцій Засільського цукрового заваду. Решта 25 % знаходились у розпорядженні іншого власника. В модернізацію заводу, протягом 3-х років, було інвестовано близько 30 млн доларів.
У 2009 році ED & F Man сконцентрувало 100 % акцій Засільського цукрового заводу, став єдиним власником.
Перше пробне виробництво цукру було запущено в листопаді 2009 року. Лютий 2010 року — протягом виробничого періоду, компанією були зафіксовані показники виробництва цукру за місяць — 25 тис. тонн.
У 2011 році у зв'язку з проблемами одержання квоти на переробку сирцю і виробництво цукру, керівництвом компанії було прийнято рішення про будівництво бурякового цеху та створення власної сировинної бази, тобто вирощування цукрового буряку. У наступному році, ТОВ «Юкрейніан Шугар Компані» спільно з Агро-торговою фірмою «Агро-Діло» (Юкрейніан Фармінг Компані) зайнялося вирощуванням цукрових буряків, з метою виробництва бурякового цукру і його продажів по території Україні, а також експорту на світові ринки.